# APOO
APOO (англ. Apolipoprotein O) – білок, який кодується однойменним геном, розташованим у людей на X-хромосомі. Довжина поліпептидного ланцюга білка становить 198 амінокислот, а молекулярна маса — 22 285.
| 10         |  | 20         |  | 30         |  | 40         |  | 50         |
| ---------- |  | ---------- |  | ---------- |  | ---------- |  | ---------- |
| MFKVIQRSVG |  | PASLSLLTFK |  | VYAAPKKDSP |  | PKNSVKVDEL |  | SLYSVPEGQS |
| KYVEEARSQL |  | EESISQLRHY |  | CEPYTTWCQE |  | TYSQTKPKMQ |  | SLVQWGLDSY |
| DYLQNAPPGF |  | FPRLGVIGFA |  | GLIGLLLARG |  | SKIKKLVYPP |  | GFMGLAASLY |
| YPQQAIVFAQ |  | VSGERLYDWG |  | LRGYIVIEDL |  | WKENFQKPGN |  | VKNSPGTK   |

A: Аланін

C: Цистеїн

D: Аспарагінова кислота

E: Глутамінова кислота

F: Фенілаланін

G: Гліцин

H: Гістидин

I: Ізолейцин

K: Лізин

L: Лейцин

M: Метіонін

N: Аспарагін

P: Пролін

Q: Глутамін

R: Аргінін

S: Серин

T: Треонін

V: Валін

W: Триптофан

Задіяний у таких біологічних процесах, як транспорт, транспорт ліпідів, альтернативний сплайсинг. 
Локалізований у мембрані, мітохондрії, внутрішній мембрані мітохондрії, ендоплазматичному ретикулумі, апараті гольджі.
Також секретований назовні.